# Ataques en el Catatumbo de 2025
Los ataques en la región del Catatumbo o crisis en el Catatumbo comenzaron desde el 16 de enero de 2025 en horas de la mañana cuando el Ejército de Liberación Nacional (ELN) lanzó una violenta ofensiva en dicha región, ubicada en el Norte de Santander, Colombia, teniendo como principal objetivo expulsar a las disidencias de las FARC-EP de la región. 
Se le acusa al presidente Gustavo Petro, asimismo, y a su Consejero Comisionado para la Paz, Otty Patiño, de construir un aeropuerto en el municipio de Tibú para transportar la droga producto del control de la actividad ilícita en conjunto con las disidencias de las Farc y otros actores armados debido a la expansión y control del ELN que ha ocupado las rutas por donde transitaba la pasta base y el cloridrato ya procesado hacia el municipio de Cúcuta.
Según la Defensoría del Pueblo de Colombia, es la crisis humanitaria y de desplazamiento forzado más grande que se halla registrando superando a la más grande registrada en la región en 1997.

## Antecedentes y contexto
La región del Catatumbo (Norte de Santander) ha sido objeto de un período continuo de violencia entre grupos armados guerrilleros y paramilitares desde el siglo XX. Entre 1973 y 1974 llegó la guerrilla del Ejército Popular de Liberación (EPL), con el frente Libardo Mora Toro, que se creó en San Calixto, el 31 de enero de 1979 entra la guerrilla del Ejército de Liberación Nacional (ELN), con la toma guerrillera de Convención, las Fuerzas Armadas Revolucionarias de Colombia (FARC) llegaron en los años 1980, seguidos de los paramilitares en los años 1990 con el Bloque Catatumbo de las AUC.
La región ha estado históricamente abandonada por el Estado colombiano. Los servicios estatales son casi inexistentes. El Índice de Necesidades Básicas Insatisfechas (NBI) en los municipios del Catatumbo es del 41,4%, ubicándose muy por encima del índice nacional que es de 14,1%. En las zonas rurales, correspondientes al 67,2%, esa cifra está cerca del 50%, en promedio.
La tasa de mortalidad por desnutrición por cada 100 000 menores de 5 años para 2021 fue de 45,3 con un incremento frente a 2020 del 13,85%, ubicando a la subregión como la segunda con la tasa más alta. La falta de proyectos productivos, pero también las malas condiciones de las vías para sacar los productos a los centros poblados y la falta de garantías para los campesinos llevó a que cientos de familias terminaran volcándose hacia los cultivos ilícitos como principal fuente de sustento para sus hogares. La economía regional depende ahora de la coca.
En el 2016 tuvo lugar el acuerdo de paz entre el gobierno colombiano y las Fuerzas Armadas Revolucionarias de Colombia - Ejército del Pueblo como un intento de poner fin al conflicto colombiano. Sin embargo, varios guerrilleros no se acogieron al acuerdo y otros retomaron las armas, constituyendo grupos armados como el Frente 33 de las disidencias de las FARC-EP en el Catatumbo. El ELN siempre ha sido el grupo dominante en la región, e incluso, ayudó a crear la disidencia del Frente 33 tras la desmovilización de las FARC-EP. Los dos grupos coexistieron de forma más o menos pacífica hasta 2022, cuando el Frente 33 se acercó al mando central de las disidencias de las FARC-EP y llegó a su cabeza un nuevo comandante, 'Richard', con ambiciones expansionistas en la región, que el ELN veía como una amenaza.
Se desarrollaron diálogos de paz entre el gobierno colombiano y el ELN, rotos en varias ocasiones por las acciones terroristas del ELN. Además en el Catatumbo, también hacen presencia Los Pelusos y el Clan del Golfo, ambos en guerra con el ELN.
En agosto de 2019, después de una investigación de Human Rights Watch (HRW), se denunció la violencia en la Región del Catatumbo. Los medios colombianos informaron que la campaña ha afectado directamente a unos 145 000 civiles, mientras que HRW estima esta cifra en 300 000. En 2020, la Defensoría del Pueblo había emitido una alerta temprana, y en 2022, la misma entidad emitió un informe de seguimiento reiterando la gravedad de la situación.
Se han registrado múltiples acciones armadas del ELN en Catatumbo como el ataque en Norte de Santander de 2023 que dejó 9 militares muertos. Todos estos grupos y acciones están relacionados con el control sobre el narcotráfico y la minería ilegal. Además estos grupos se financian con el contrabando, el secuestro y la extorsión.
Según varios expertos, el conflicto en Catatumbo tiene relación y similitudes con el que se presenta en Arauca desde 2021 entre el ELN y disidencias de las FARC-EP. Según Wilfredo Cañizares, defensor de derechos humanos y director de la Fundación Progresar en Cúcuta, todo empieza con la guerra que declara el ELN al Frente 10 de las disidencias en Arauca. Las disidencias de las FARC-EP también han enviado refuerzos en Arauca y, de a poco, esta guerra empezó a tener impacto en el Catatumbo. En noviembre de 2024 las organizaciones sociales del Catatumbo hicieron una movilización para denunciar la creciente tensión y llamar a los grupos armados a evitar enfrentamientos.

## Ataques
Los ataques fueron perpetrados por el ELN contra el Frente 33 de las disidencias de las FARC-EP que no abandonaron las armas tras el acuerdo de paz, se reportaron 52 094 civiles desplazados y más de 100 personas asesinadas.
Con la situación humanitaria calificada como «alarmante». Según un informe del gobierno, entre las víctimas se encuentran el líder comunitario local Carmelo Guerrero (acusado por narcotráfico) y siete excombatientes de las FARC-EP, así como el secuestro de otras tres personas que participaban en las conversaciones de paz.
Según la Revista Semana, serían 4512 miembros del ELN (más de 2000 según el gobierno nacional) y 325 miembros de las disidencias de las FARC-EP del Frente 33 en la región.
Se han registrado combates, masacres, ataques a la Fuerza Pública entre otras acciones por parte del ELN y las Disidencias de las FARC-EP.
El ELN ha sembrado minas en el territorio, una de las cuales afectó a una mula que perdió una pata.

## Respuesta del gobierno
El gobierno de Gustavo Petro ha promulgado un decreto de conmoción interior que le da facultades especiales al Ejecutivo para garantizar el suministro de alimentos en el Catatumbo y facilitar la expropiación de tierras para el retorno de los desplazados. Además, establece la designación de un comandante militar para dicha región.
Se desplegaron más de 5000 soldados del Ejército Nacional de Colombia en toda la región, y se prepararon para enviar toneladas de alimentos y kits de higiene a las personas desplazadas en las comunidades de Ocaña y Tibú. También se efectuó el rescate y la evacuación de decenas de personas y animales en helicópteros. La Fuerza Pública ha enviado más de 10 000 efectivos (con 1000 comandos especializados) en el marco de la Operación Catatumbo con blindados M1117 artillería pesada, y el sistema acústico LRAAD. La Fuerza Pública lograron rescatar a decenas de civiles y evacuarlos de las zonas afectadas.
El 31 de enero, el gobierno colombiano anunció la “Operación Relámpago”, un operativo antinarcóticos en conjunto con las Fuerzas militares venezolanas que tendría como objetivo combatir al ELN en toda la frontera.
Así mismo El Ejército Nacional de Colombia informa que 112 disidentes y 2 guerrilleros del ELN se han sometido a la justicia. 1 disidente abatido. Los cabecillas alias Albeiro y alias Carrolo fueron detenidos, mientras alias  'JJ Guaracas' y 'Mocho Olmedo,' cabecillas de las disidencias de las FARC-EP, se han entregado al Ejército Nacional.
El Ejército Nacional ha encontrado caletas de armamento, drones cilindros con explosivos y desminado campos de minas antipersona, en los cuales han resultado heridos: 2 militares y 3 civiles.  Dos disidentes fueron condenados por masacre en el Catatumbo.  El Ejército Nacional destruyó más de 2645 artefactos explosivos del ELN.
Se adelantan investigaciones por reclutamiento forzado de menores de edad por el ELN y las disidencias de las FARC-EP. El Instituto Colombiano de Bienestar Familiar (ICBF) anunció que al 8 de marzo se habrían recuperado 43 menores reclutados ilegalmente por el ELN y las disidencias de las FARC-EP.

## Efectos
Al 30 de enero, más de 52 094 civiles fueron desplazados, de las cuales 11 000 huyeron a través de la frontera hacia Venezuela. Además más de 32 000 civiles se encuentran confinados.
Según informe del 28 de enero, el departamento de Norte de Santander registra pérdidas que ya alcanzan los $58 465 millones: $23 265 millones corresponden al sector de cultivo de palma de aceite); $16 000 millones al sector de la hortofrutícola (producción de frutas, granos y vegetales); $10 000 millones a la explotación de minas y canteras; los trabajadores ligados al comercio han perdido $7400 millones y los que laboran en el sector del transporte y la logística han perdido $1800 millones. Para el 11 de febrero las perdidas ascenderían a $127 000 millones de pesos.
En diferentes partes del país se han organizado marchas, e intervenciones artísticas en solidaridad con la población del Catatumbo y recolección de ayudas humanitarias. Incluso se organizó una caravana humanitaria.
Varias organizaciones sociales expresaron su preocupación por la medida de conmoción interior que podría criminalizar a las organizaciones sociales y traer mayor militarización a una región que ha sufrido violaciones de derechos humanos por parte del Ejército Nacional. En lugar del decreto, exigen al gobierno la firma del Pacto Territorial para la Transformación del Catatumbo, un proceso de diálogo entre las comunidades y el gobierno que inició en 2022 y que implica desarrollos en siete ejes relacionados con la alimentación, salud, participación, educación y paz.

## Reacciones y cronología

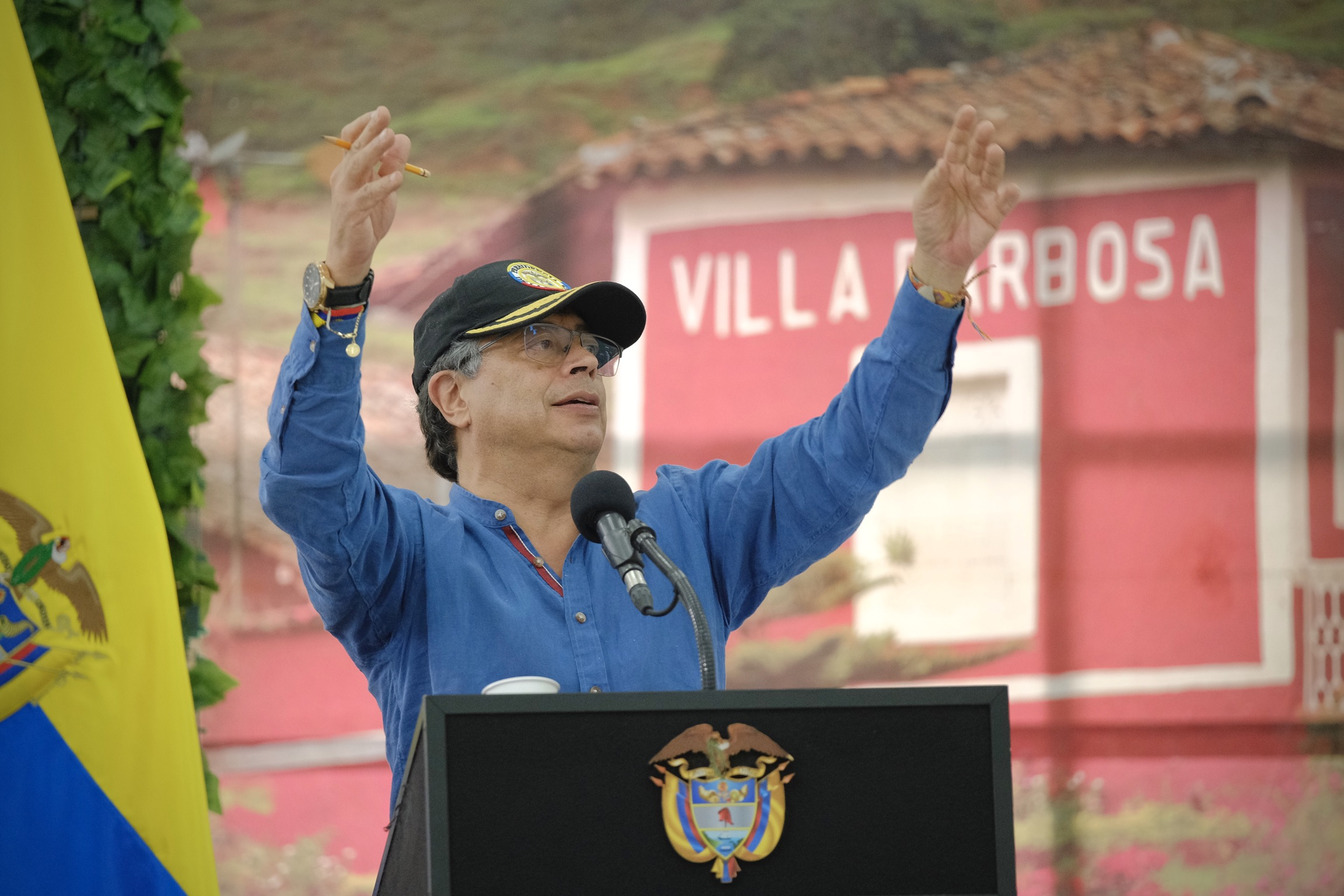
Gustavo Petro en el gabinete presidencial del 27 de enero de 2025, llevado a cabo en Ocaña para discutir la situación de la región.

### Nacionales
- 17 de enero: el presidente de Colombia, Gustavo Petro, suspendió las conversaciones de paz en curso con el grupo armado como resultado de los ataques, así como también ha exigido que el ELN cese todos los ataques y permita a las autoridades entrar a la región y prestar ayuda humanitaria a los afectados.[23][54][31]
- 18 de enero: la alcaldía de Ocaña habilitó el estadio de la ciudad para recibir a los desplazados y pidió al gobierno nacional declarar el estado de excepción.[55]
- 20 de enero: el Gobierno nacional declara el Estado de conmoción interior y el estado de emergencia económica, que otorga al poder ejecutivo capacidades extraordinarias para restablecer el orden público en la medida aplica en la región del Catatumbo, los municipios del área metropolitana de Cúcuta y los municipios del Río de Oro y González del departamento del Cesar.[56] por la violencia en Catatumbo.[57][58][59]
- 20 de enero: el alcalde de Cúcuta, Jorge Acevedo, declaró que más de 11 000 desplazados habían llegado a la ciudad desde el inicio del conflicto y solicitó más ayuda al gobierno nacional.[60] El 19 de enero, el Estadio General Santander de Cúcuta fue adaptado para recibir a los desplazados.[61]
- 20 de enero: funcionarios de la alcaldía de Bucaramanga anunciaron que evaluarían establecer campamentos temporales para posibles desplazados. Las autoridades también dijeron que enviarían ayuda humanitaria a la región del Catatumbo.[62]
- 22 de enero: la Fiscalía General de la Nación reactiva las órdenes de captura a 31 miembros del ELN tras crisis humanitaria en el Catatumbo.[63]
- 23 de enero: el presidente Gustavo Petro acusó a Gustavo Aníbal Giraldo, alias Pablito, de ser el mayor responsable de los ataques como cabecilla del ELN.[64][65]
- 24 de enero: Rodrigo Londoño, excomandante de las FARC-EP y actual líder del partido Comunes, criticó al ELN en una carta respuesta a los pronunciamientos de Antonio García comandante del ELN.[66]
- 24 de enero: los ministros de Defensa de Colombia, Iván Velásquez Gómez, y de Venezuela, Vladimir Padrino López, se reunieron en San Cristóbal en el estado Táchira, para hablar sobre la crisis humanitaria en la región del Catatumbo. Confirmó el presidente Gustavo Petro una operación militar con la colaboración de la Fuerza Armada Nacional Bolivariana (FANB) para luchar contra el Ejército de Liberación Nacional (ELN) en la frontera con Venezuela.[67]
- 27 de enero: tras enfrentamiento entre ELN y disidencias de las FARC-EP:[68] 16 muertos más en Catatumbo entre ellos 3 menores de edad.[69]
- 27 de enero: el Consejo de Estado admite tutela del abogado Germán Calderón España para proteger y sacar a menores de edad del Catatumbo.[70]
- 27 de enero: el presidente Gustavo Petro respondió a carta de alias Jhon Mechas de las Disidencias de las FARC-EP.[71]
- 29 de enero: 120 líderes sociales del Catatumbo se tomaron la Plaza de Bolívar en Bogotá reclamando reunión con el gobierno nacional.[72] Tras negociaciones, acordaron nuevas rutas de atención e intervención para la comunidad del Catatumbo en Cúcuta.[73]
- 29 de enero: el excomandante del ELN Carlos Arturo Velandia, alias Felipe Torres, criticó las acciones del ELN y las violaciones al Derecho Internacional Humanitario.[74]
- 29 de enero: el gobierno anunció nuevos impuestos temporales para atender la crisis en Catatumbo: IVA a los juegos de suerte y azar, exploración de petróleo y carbón y de timbre.[75]
- 30 de enero: el presidente Gustavo Petro anunció la realización de Consejo de Seguridad en El Tarra (Norte de Santander).[48]
- 30 de enero: primeros decretos de Conmoción interior favoreciendo a agricultores del Catatumbo.[76] Se crea la figura de Comandante militar para el Catatumbo.[77]
- 31 de enero: se anuncian subsidios del 90% en servicios públicos para la región del Catatumbo.[78]
- 31 de enero: 16 firmantes de acuerdos de paz o excombatientes de las FARC-EP han sido asesinados.[79]
- 1 de febrero: aparece cartel de los más buscados del Catatumbo: alias Alfred (Robinson Navarro Flores), alias Arbey (Óscar Emiro Pérez Álvarez) y alias Gonzalo Satélite (Leonel Salazar Roa) del ELN. Además aparecen alias Caballo de Guerra – Diego Fernando Coronel, Samir Durán Durán. alias Mocho Giovanny – Schneider Segundo Pallares Toro. alias Rumbala – José del Carmen Avendaño Guerrero, alias Diego – José Antonio Vargas Esteban, alias Yimi – Wilmar Antonio Salazar López, y alias Silvana Guerrero – Luz Amanda Pallares Pallares.[80]
- 1 de febrero: la defensora del Pueblo de Colombia Iris Marín: «El Catatumbo sella la muerte política del ELN».[81]
- 3 de febrero: en comunicado de las disidencias de las FARC-EP, acusan de traición al ELN.[82]
- 3 de febrero: el gobierno anuncia expropiación administrativa de 3500 hectáreas de tierras en el Catatumbo.[83]
- 3 de febrero: el comandante del ELN Antonio García acusó al gobierno de Gustavo Petro de no cumplir con lo acordado en los diálogos de paz.[84]
- 4 de febrero: el comisionado de Paz Otty Patiño reconoce que el Gobierno de Colombia no analizó una alerta de violencia en el Catatumbo.[85]
- 4 de febrero: Caravana humanitaria de organizaciones sociales se adentra en el Catatumbo.[52] Se anuncia también una comisión humanitaria.[86]
- 5 de febrero: el comandante del ELN, Antonio García, acusa al presidente Gustavo Petro por la política implementada en el Catatumbo.[87]
- 5 de febrero: un guerrillero del ELN y 2 capturados en enfrentamientos con el Ejército Nacional.[88] Ataque del ELN al Batallón de Ingenieros de Combate N.º 30 en Tibú dejando solo daños materiales.[89]
- 6 de febrero: son expedidos nuevos decretos por el gobierno nacional para atender la crisis en el Catatumbo.[90]
- 7 de febrero: el Ejército Nacional denuncia que el ELN no se refugia en campamentos si no en las viviendas de civiles en el Catatumbo.[91]
- 8 de febrero: Reunión entre las altas cortes y jueces del Catatumbo.[92]
- 10 de febrero: el gobierno anuncia controles en venta y distribución de combustibles en la región.[93]
- 10 de febrero: el comandante del ELN Antonio García acusa al gobierno de Gustavo Petro de estar aliado con las Disidencias de las FARC-EP.[94]
- 10 de febrero: el presidente Gustavo Petro acusa al ELN de seguir órdenes de cárteles mexicanos de narcotráfico.[95]
- 11 de febrero: el gobierno establece restricciones en la movilidad en la región.[96]
- 16 de febrero: se cumple un mes de la crisis humanitaria en Catatumbo.[97]
- 17 de febrero: el gobierno anuncia pagos de un salario mínimo a campesinos que erradiquen cultivos ilícitos.[98]
- 18 de febrero: se denuncian amenazas a la comunidad LGTBI por parte de las Disidencias de las FARC-EP y del ELN.[99]
- 20 de febrero: un soldado y 4 civiles asesinados por el ELN en Catatumbo.[100]
- 24 de febrero: finaliza el Puesto de Mando Unificado (PMU) en la coordinación y monitoreo en la crisis pasa a ser tarea de la Unidad para las Víctimas.[101]
- 26 de febrero: la Agencia Nacional de Tierras (ANT) anuncia la entrega de 1.282 hectáreas de tierras.[102]
- 3 de marzo: el ELN entrega a la comisión humanitaria a 22 personas secuestradas durante 45 días en la región del Catatumbo.[103]
- 3 de marzo: ataque con dron en Teorama (Norte de Santander) atribuido al ELN: 1 militar muerto.[104]
- 3 de marzo: en concejo televisado de ministros, el gobierno nacional anuncia plan de paz[105] y un plan para erradicar 25 000 hectáreas de coca en la región del Catatumbo:[106]
- 6 de marzo: el gobierno nacional designa al  Brigadier general Mario Contreras como comandante militar para la región del Catatumbo.[107]
- 6 de marzo: el presidente Gustavo Petro anuncia acercamientos al gobierno de Nicolás Maduro en caso de que sean tumbados los decretos de conmoción interior.[108]
- 7 de marzo: ataque con dron en Tibú (Norte de Santander) atribuido al ELN: 1 militar muerto y 3 heridos. En otro ataque en Convención (Norte de Santander) un militar fue herido por francotirador.[109]
- 7 de maro: el gobierno anuncia 4 proyectos viales en la región.[110] Entre ellos la Transversal del Catatumbo, que sería construida por el Ejército Nacional.[111]
- 8 de marzo: el presidente Gustavo Petro firma el Pacto Social por el Catatumbo.[112]
- 9 de marzo: se anuncia Plan de paz entre el Gobierno Nacional y las disidencias de las FARC-EP del Frente 33.[113]
- 10 de marzo: el ELN acusa al gobierno de Gustavo Petro de que la política de paz total se podría convertir en guerra total.[114]
- 10 de marzo: ataque del ELN al Ejército Nacional en la vereda Miraflores, de La Playa de Belén  (Norte de Santander): 1 militar muerto.[115]
- 10 de marzo: masacre en Ocaña (Norte de Santander): 5 civiles muertos.[116]

### Internacionales
- Venezuela: el 19 de enero, el Ministerio del Interior de Venezuela declaró que había asistido a 812 refugiados en el municipio fronterizo de Jesús María Semprún, Estado Zulia.[117] el 31 de enero: el presidente de Venezuela Nicolás Maduro anunció la Operación Relámpago contra el narcotráfico en la frontera con Colombia.[118][119] el 6 de febrero se anunció la destrucción de 3 campamentos de grupos armados ilegales en el estado Zulia así como la incautación de 655 kilos de cocaína y 1400 litros de presunta acetona.[120] el 8 de febrero: el presidente de Venezuela Nicolás Maduro propuso la creación de una zona económica binacional en el Catatumbo.[121]  el 10 de febrero: durante su programa anual, Nicolás Maduro junto al Ministro de Defensa de Venezuela, Vladimir Padrino López informó de la destrucción de 27 campamentos de grupos ilegales en la frontera con Colombia.[122]
- Cuba: el 24 de enero, el director general de América Latina y el Caribe del Ministerio de Relaciones Exteriores de Cuba Eugenio Martínez Enríquez manifestó que ninguno de los miembros y negociadores del ELN se encuentran en Cuba.[123]
- Naciones Unidas: el 8 de febrero las Naciones Unidas anunciaron la ayuda de 3.8 millones de dólares para ayuda económica al Catatumbo.[124]